# Peugeot 5008
Peugeot 5008 — кроссовер (в первом поколении компактвэн) французской компании Peugeot, входящей в концерн PSA Peugeot Citroën. Начало выпуска — июнь 2009 года. С 2017 года выпускается второе поколение автомобиля.

## Первое поколение
Peugeot 5008 (первого поколения)— первый компактвэн, выпускаемый под маркой Peugeot. Впервые был представлен в сентябре 2008 года на Парижском автосалоне. Выпускается в 5- и 7-местном вариантах с мая 2009 года. Построен на одной платформе с Peugeot 3008 и Citroën C4 Picasso. Выпускался до 2016 года.
- цифра 5 в обозначении 5008 относит автомобиль к категории семейных
- двойной ноль в центре указывает на принадлежность модели к классу автомобилей с приподнятым кузовом
- последняя восьмёрка указывает на поколение

### Безопасность
Несущий кузов автомобиля имеет зоны программируемой деформации. Оборудован системой динамической стабилизации ESP, электрическим стояночным тормозом с автоматическим срабатыванием и функцией помощи при трогании на склоне, сигнализаторами не пристёгнутых ремней безопасности, системой обнаружения падения давления в шинах, интеллектуальной автоматически активируемой противобуксовочной системой Snow Motion, системой помощи при парковке передним и задним ходом и системой выбора подходящего места для парковки. На проекционный экран, установленный на продолжении козырька панели приборов, выводится скорость движения автомобиля, режим работы круиз-контроля и сообщения не активной системы Distance Alert, оценивающей расстояние до впереди идущего автомобиля. Комплектуется двумя фронтальными, боковыми и оконными подушками безопасности.
| Euro NCAP                                                 | Euro NCAP | Euro NCAP | Euro NCAP             |
| --------------------------------------------------------- | --------- | --------- | --------------------- |
| · общий рейтинг                                           |           |           |                       |
| 89%                                                       | 79%       | 37%       | 97%                   |
| взрослый пассажир                                         | ребёнок   | пешеход   | активная безопасность |
| Протестированная модель: Peugeot 5008 1.6 HDI, LHD (2009) |           |           |                       |